# Bisi Alimi
Bisi Alimi (Lagos, 17 de enero de 1975) es un activista por los derechos LGBT y en respuesta al sida, orador público y escritor de blogs británico-nigeriano que ganó atención internacional cuando se convirtió en el primer nigeriano en salir del armario en televisión.

## Primeros años de vida
Alimi nació en el distrito Mushin de Lagos. Se crió en Lagos, donde asistió a la escuela primaria y secundaria. Fue el tercero de una familia de cinco hijos por parte de su madre, y el sexto de una familia de diez hijos por parte de su padre. Más tarde cambió su nombre a Adebisi Alimi.

## Educación
Bisi asistió a Eko Boys' High School en Lagos y se graduó en 1993. Dirigió los bailes culturales de su escuela, tanto primaria como secundaria, obteniendo numerosos premios y honores. Fue miembro de la sociedad literaria y de debate de su escuela secundaria y prefecto social (encargado de organizar actividades sociales) en su último año. Además, en 1993, ingresó en el Politécnico del Estado de Ogun y más tarde estudió artes creativas, especializándose en teatro en la Universidad de Lagos. Fue durante sus estudios universitarios que su orientación sexual atrajo la atención de los medios después de que Campus Lifestyle, la revista universitaria, revelara su homosexualidad. Antes de este anuncio, Bisi había sufrido mucha discriminación en el campus, incluyendo un comité disciplinario por su homosexualidad. Aunque se graduó, casi le negaron su certificado porque se creía que su moral era inaceptable para un exalumno de la universidad.
Fue admitido en el Birkbeck College de la Universidad de Londres en 2011, donde obtuvo su maestría en Gobernanza Global y Políticas Públicas.
En 2019, le ofrecieron la Beca John Stopford para estudiar una Maestría en Coaching Ejecutivo en Meyler Campbell Coaching School.

## Carrera
Antes de salir del armario públicamente, Alimi comenzó su carrera de activismo a finales de los años 90 en Nigeria, cuando varios de sus amigos fallecieron a consecuencia del VIH/SIDA. Después de dos años de trabajo de movilización comunitaria (incluyendo distribución de condones y educación sexual segura) para hombres homosexuales y hombres que tienen sexo con hombres (HSH) en Nigeria, se unió a Alliance Rights Nigeria (ARN) en 2002 como Director de Programa, desarrollando y brindando servicios y apoyo en materia de VIH/SIDA y salud sexual. En su calidad de Director del Programa ARN, estuvo en el centro del desarrollo del marco de prevención del VIH para HSH en Nigeria en 2004. Fue formado por la Alianza Internacional contra el SIDA en 2004 como Diseñador de proyectos de VIH, Movilizador Comunitario, Atención, Apoyo y Tratamiento. En 2005, cofundó The Independent Project (más tarde, The Initiative for Equal Rights), trabajando como su director ejecutivo.
El 11 de abril de 2007, se vio obligado a huir de Nigeria tras recibir amenazas de muerte. Reino Unido le concedió asilo en 2008 y reside allí desde entonces. El 8 de diciembre de 2014 se le concedió la ciudadanía británica. De 2007 a 2011, Alimi trabajó como coordinador del proyecto MSM africano en Naz Project Londres. Alimi es actualmente director ejecutivo de la Fundación Bisi Alimi y cofundador y director de Rainbow Intersection, así como cofundador de The Kaleidoscope Trust, donde se desempeñó como Director para África de 2012 a 2013. Ha sido profesor visitante en la Freie Universitat de Berlín y en la Universidad Humboldt de Berlín. En 2015, Bisi Alimi fundó la Fundación Bisi Alimi (BAF), registrada en Inglaterra y Gales, pero que opera en Nigeria como resultado de la Ley de Prohibición del Matrimonio entre Personas del Mismo Sexo de 2013 (SSMPA). Actualmente es director de BAF.

## New Dawn with bisi
Alimi ganó notoriedad en 2004 cuando se convirtió en el primer hombre gay nigeriano en aparecer en la televisión nacional nigeriana como invitado en el programa New Dawn with Funmi de Funmi Iyanda, un programa de entrevistas de la NTA. Ese mismo año, a Bisi le habían diagnosticado VIH, y en el programa Alimi confirmó su orientación sexual como homosexual y pidió la aceptación social del público. Su decisión de salir del armario generó tanto admiración como amenazas de muerte. Como consecuencia, Alimi fue repudiado por su familia y la mayoría de sus amigos (incluidos algunos de la comunidad gay) y expulsado de su hogar. Además, el formato en vivo de New Dawn fue cancelado. Las siguientes personas invitadas a la versión pregrabada fueron evaluadas por los productores ejecutivos de NTA para evitar lo que se consideró una «ofensa pública».

## Activismo

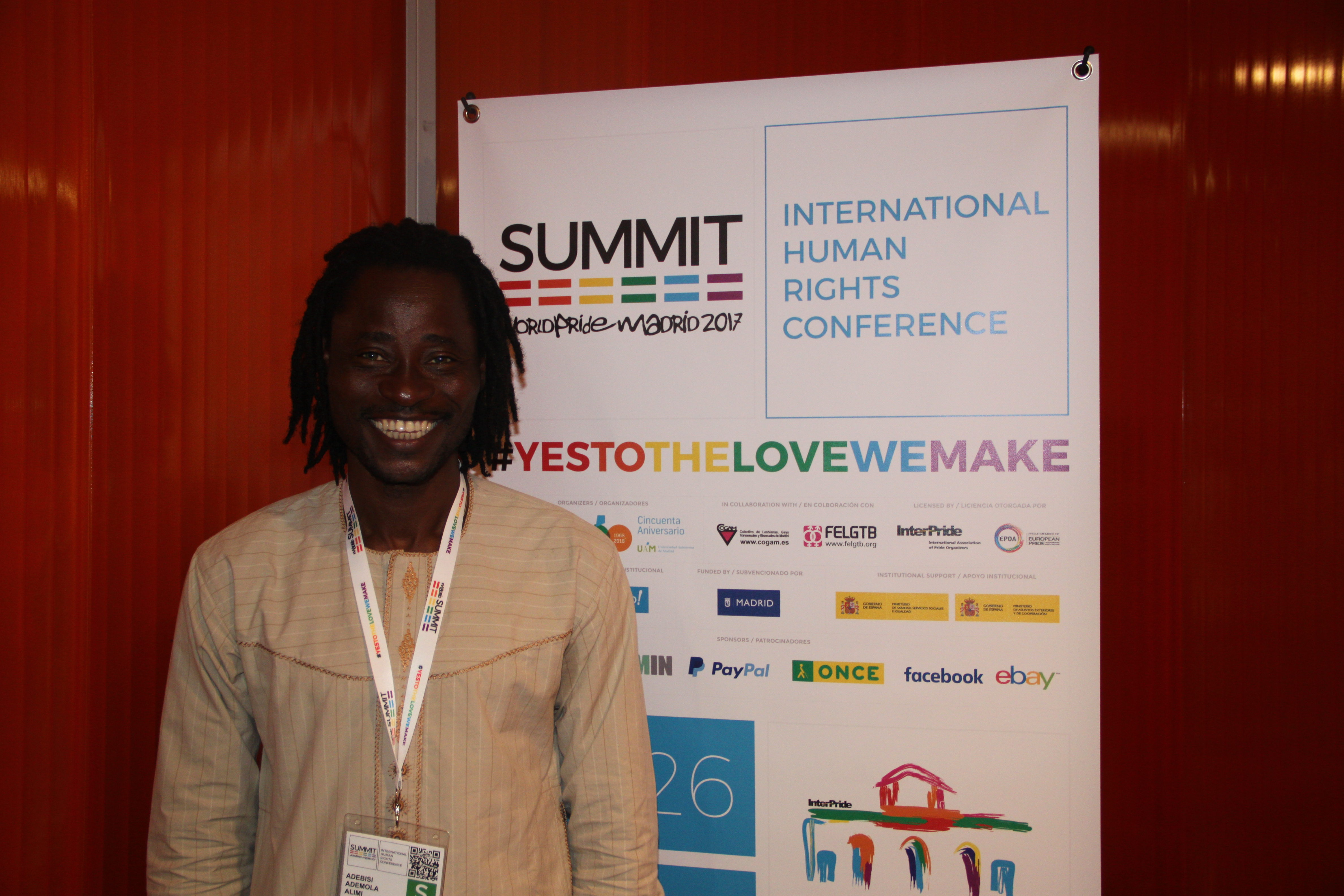
Bisi Alimi en la cumbre WorldPride Madrid

A principios de 2004, Alimi asistió a la IV Conferencia Nacional sobre VIH/SIDA celebrada en Abuja, donde expresó las preocupaciones sobre el VIH entre los hombres homosexuales nigerianos. Más tarde se convertiría en un activista nigeriano por los derechos de los homosexuales y lideró varias protestas pacíficas y diálogos sociales para exigir la aceptación de los homosexuales en Nigeria. En julio de 2005, Alimi y un grupo de amigos fundaron el Proyecto Independiente para la Igualdad de Derechos-Nigeria. Se desempeñó como director ejecutivo de esta organización, donde fue pionero en varias iniciativas del grupo de jóvenes LGBT de Nigeria hasta abril de 2007. También trabajó como director de programas para jóvenes de Nigeria en la organización Alliance Rights. Sin embargo, su polémica entrevista en la televisión nacional en 2004 se convirtió en el catalizador de la propuesta de ley «Anti-Same Sex Bill» de 2006, que fue presentada a los legisladores de la Asamblea Nacional de Nigeria. La moción para este polémico proyecto de ley «Anti-Same Sex» fue presentada ante la cámara legislativa tres veces entre 2006 y 2011.
Actualmente residente en Londres, Alimi ha continuado su defensa de los derechos de los homosexuales dentro de las comunidades africanas inmigrantes. Ha trabajado para organizaciones en el Reino Unido, incluidas Naz Project London, Michael Bell Research and Consultancy y HIV i-Base. También ha trabajado con AHPN, fue seleccionado como miembro de la IAS de jóvenes para México 2008 y fue miembro del panel de revisión de AmfAR para las subvenciones internacionales para la iniciativa de SIDA de HSH africanos en 2009 y 2011 respectivamente.
Además de defender los derechos sexuales, Alimi también ha organizado protestas contra políticas del Reino Unido que puedan incitar al prejuicio racial.

## Premios
Alimi ha recibido y ha sido nominado a varios premios. También fue incluido en la lista rosa del «Independent on Sunday» de las personas LGBT más influyentes de Gran Bretaña en 2011, 2012 y 2013, alcanzando el puesto número 90 en 2012.
Ocupó el tercer lugar en la lista de los 100 ateos no blancos y librepensadores más influyentes de Gran Bretaña e Irlanda del Norte.
El día de Año Nuevo de 2014, fue añadido a la Lista de Honor LGBT 2014 de Gay UK en reconocimiento a su trabajo ejemplar en «Educación en la Comunidad LGBT» y ha sido nominado para el Premio Campeón de la Diversidad del Año de la revista «Out In The City». El premio Out In The City es conocido como el “Oscar LGBT del Reino Unido”.

## Charlas, conferencias y publicaciones TEDx
Durante los años previos a su salida del armario, Alimi utilizó y sigue utilizando las clases, las conferencias públicas y las charlas TEDx como medios para expresar las preocupaciones económicas, sanitarias, legales y socioculturales de las personas LGBTQ+ en el continente africano. Entre 2014 y 2016, fue profesor visitante en la Universidad Freie y la Universidad Humboldt de Berlín, donde enseñó «Orientación sexual e identidad de género pre y poscolonial en África». Ha escrito muchos artículos de opinión controvertidos, incluidos; «Los hombres no pueden ser feministas», «Ya no hablo con los africanos negros sobre raza», «Por qué es tan peligroso pretender que el racismo no existe» y muchos otros. «El costo del desarrollo de la homofobia» es su artículo más exitoso, traducido a más de 15 idiomas en todo el mundo. Finalmente, su artículo para The Guardian: «Si dices que ser gay no es africano, no conoces tu historia» ha sido ampliamente revisado y citado en muchos artículos de noticias y revistas de todo el mundo. Su colección de poemas incluye: «Una nota para mi padre», «La respuesta siempre está ahí» y su poema publicado «Les conté una historia». Su charla TEDx, «Nunca debería haber otro Ibrahim», ha sido incluida en la lista de las 14 charlas TED QUEER más inspiradoras de todos los tiempos. Alimi pronunció el discurso de clausura del evento del Daily Beast, celebrado en la Biblioteca Pública de Nueva York, titulado «Soy Bisi Alimi y no soy una víctima».